# Tommy Lapid
Tommy Lapid (hebrejsky: טומי לפיד, oficiálně יוסף לפיד, Josef Lapid, rozený jako Tomislav Lampel, srbsky: Томислав Лампел) byl izraelský novinář, politik a bývalý poslanec Knesetu za stranu Šinuj.

## Biografie
Narodil se 27. prosince 1931 ve městě Novi Sad v tehdejší Jugoslávii (dnes Srbsko). V roce 1948 přesídlil do Izraele. Sloužil v izraelské armádě, kde dosáhl hodnosti desátníka (Rav Tura'i). Studoval na Telavivské univerzitě. Hovořil hebrejsky, anglicky, německy, maďarsky a srbochorvatsky.

## Politická dráha
Pracoval jako novinář a publicista. Psal články například do deníku Ma'ariv, vystupoval v televizi. Byl také předsedou Izraelské šachové společnosti a Svazu kabelových televizí.
V izraelském parlamentu zasedl poprvé po volbách do Knesetu v roce 1999, v nichž nastupoval za stranu Šinuj. Stal se členem výboru pro zahraniční záležitosti a obranu a výboru pro ústavu, právo a spravedlnost. Mandát obhájil ve volbách do Knesetu v roce 2003. Byl členem výboru pro zahraniční záležitosti a obranu. Vzhledem k vysokému volebnímu zisku strany Šinuj získala tato formace i vládní posty. Lapid byl v letech 2003–2004 vicepremiérem a také ministrem spravedlnosti Izraele.
V roce 2006 došlo ve straně Šinuj k rozkolu a větší část jejího poslaneckého klubu, včetně Lapida, odešla do nové frakce nazvané Chec. Ta ale v následujících volbách do Knesetu v roce 2006 neuspěla.
Lapid zemřel 1. června 2008.